# Barnafarkú vízisas
A barnafarkú vízisas (Ichthyophaga humilis) a madarak osztályának a vágómadár-alakúak (Accipitriformes) rendjébe, ezen belül a vágómadárfélék (Accipitridae) családjába tartozó faj.

## Előfordulása
Banglades, Bhután, Brunei, Kína, India, Indonézia, Laosz, Malajzia, Mianmar, Nepál, Thaiföld és Vietnám területén honos. Természetes élőhelye a nagy erdős folyók és a vizes területek az alföldi tájakon.

## Alfajai
- Ichthyophaga humilis plumbea (Jerdon, 1871)
- Ichthyophaga humilis humilis (S. Müller & Schlegel, 1841)

## Megjelenése
Testhossza 64 centiméter.Színe barna.